# Specie di Araneidae (B-F)
Di seguito sono descritte tutte le specie della famiglia di ragni Araneidae, i cui generi cominciano dalla lettera B alla lettera F, note al 30 dicembre 2007.

## Backobourkia
Backobourkia Framenau, Dupérré, Blackledge & Vink, 2010
- Backobourkia brounii (Urquhart, 1885) — Australia, Nuova Zelanda
- Backobourkia collina (Keyserling, 1886) — Australia
- Backobourkia heroine (L. Koch, 1871)[1] — Australia, Nuova Caledonia, isole Norfolk e, probabilmente, Nuova Zelanda

## Bertrana
Bertrana Keyserling, 1884
- Bertrana abbreviata (Keyserling, 1879) — Colombia
- Bertrana arena Levi, 1989 — Costa Rica
- Bertrana benuta Levi, 1994 — Colombia
- Bertrana elinguis (Keyserling, 1883) — Ecuador, Perù, Brasile
- Bertrana laselva Levi, 1989 — Costa Rica
- Bertrana nancho Levi, 1989 — Perù
- Bertrana planada Levi, 1989 — Colombia, Ecuador
- Bertrana poa Levi, 1994 — Ecuador
- Bertrana rufostriata Simon, 1893 — Venezuela, Brasile
- Bertrana striolata Keyserling, 1884[1] — dalla Costa Rica all'Argentina
- Bertrana urahua Levi, 1994 — Ecuador
- Bertrana vella Levi, 1989 — Panama, Colombia

## Caerostris
Caerostris Thorell, 1868
- Caerostris corticosa Pocock, 1902 — Sudafrica
- Caerostris cowani Butler, 1882 — Madagascar
- Caerostris darwini Kuntner & Agnarsson, 2010 — Madagascar

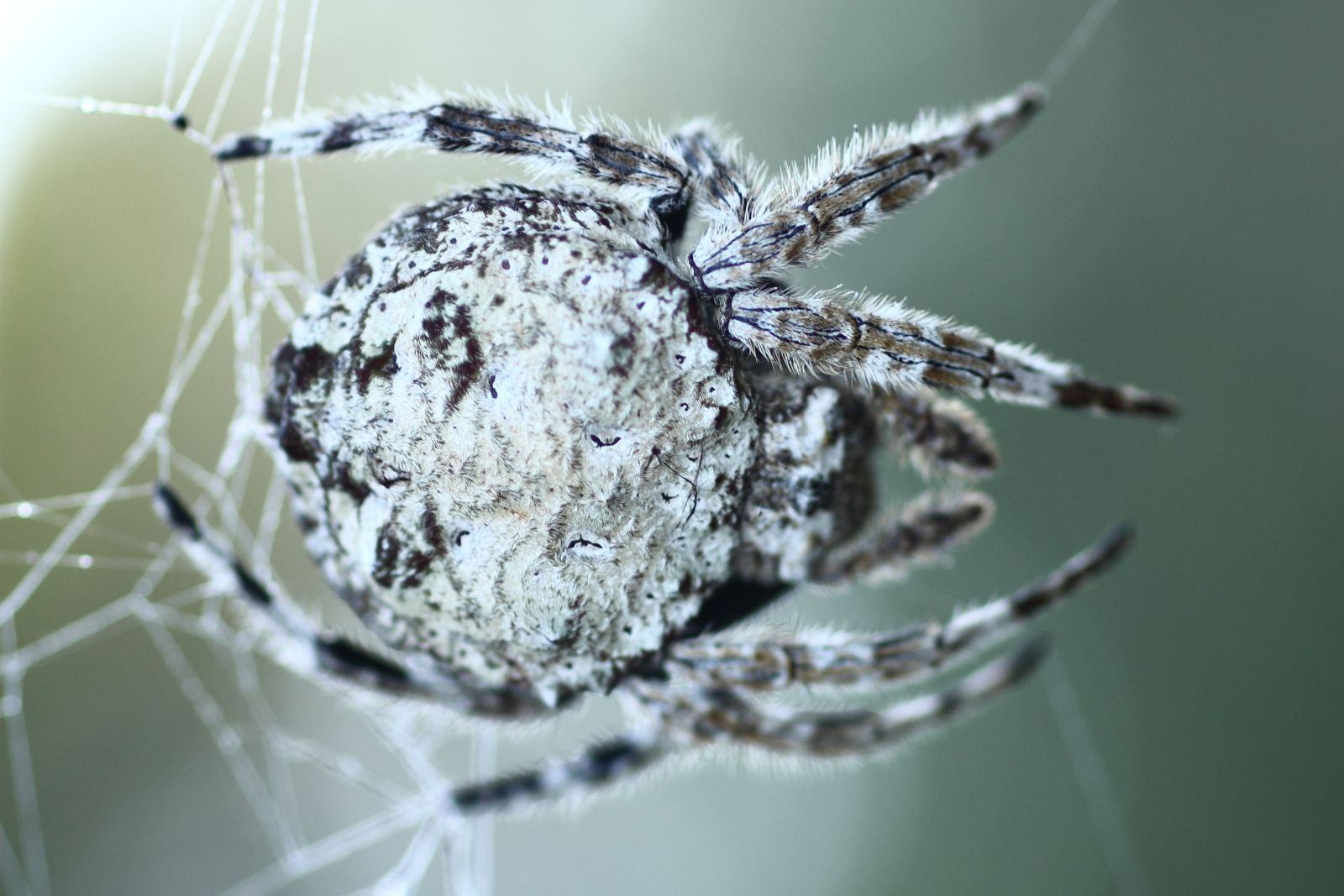
Caerostris sp.

- Caerostris ecclesiigera Butler, 1882 — Madagascar
- Caerostris extrusa Butler, 1882 — Madagascar
- Caerostris hirsuta (Simon, 1895) — Madagascar
- Caerostris indica Strand, 1915 — Birmania
- Caerostris mayottensis Grasshoff, 1984 — Isole Comore
- Caerostris mitralis (Vinson, 1863)[1] — Africa centrale, Madagascar
- Caerostris sexcuspidata (Fabricius, 1793) — Africa, Madagascar, Isole Comore, isola di Aldabra (Oceano Indiano)
- Caerostris sumatrana Strand, 1915 — dall'India alla Cina, Borneo
- Caerostris vicina (Blackwall, 1866) — Africa centrale e meridionale

## Carepalxis
Carepalxis L. Koch, 1872
- Carepalxis beelzebub (Hasselt, 1873) — Victoria (Australia)
- Carepalxis bilobata Keyserling, 1886 — Queensland (Australia)
- Carepalxis camelus Simon, 1895 — Paraguay, Argentina
- Carepalxis coronata (Rainbow, 1896) — Nuovo Galles del Sud
- Carepalxis lichensis Rainbow, 1916 — Queensland (Australia)
- Carepalxis montifera L. Koch, 1872[1] — Queensland (Australia)
- Carepalxis perpera (Petrunkevitch, 1911) — Messico
- Carepalxis poweri Rainbow, 1916 — Nuovo Galles del Sud
- Carepalxis salobrensis Simon, 1895 — Giamaica, dal Messico al Brasile
- Carepalxis suberosa Thorell, 1881 — Nuova Guinea
- Carepalxis tricuspidata Chrysanthus, 1961 — Nuova Guinea
- Carepalxis tuberculata Keyserling, 1886 — Queensland (Australia), Nuovo Galles del Sud

## Celaenia
Celaenia Thorell, 1868

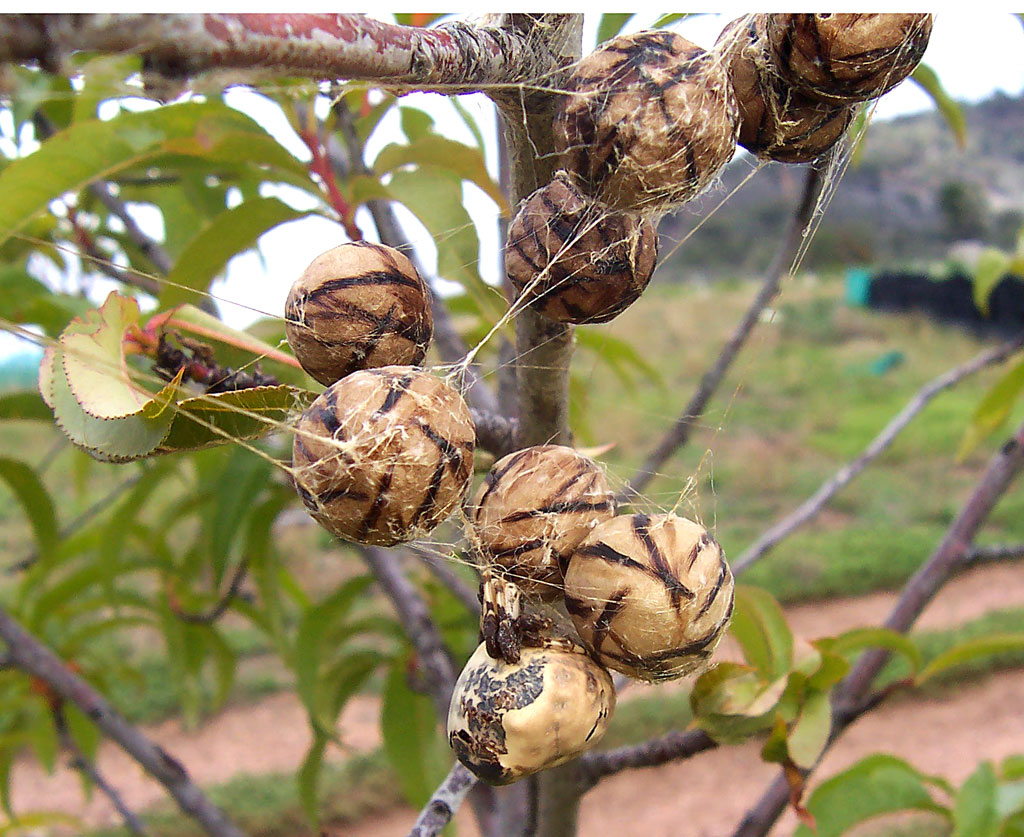
Celaenia excavata, fra i suoi sacchi ovigeri

- Celaenia atkinsoni (O. P.-Cambridge, 1879) - Australia, Tasmania, Nuova Zelanda
- Celaenia calotoides (Rainbow, 1908) - Nuovo Galles del Sud
- Celaenia distincta (O. P.-Cambridge, 1869) - Nuovo Galles del Sud, Tasmania
- Celaenia dubia (O. P.-Cambridge, 1869) - Nuovo Galles del Sud, Victoria
- Celaenia excavata (L. Koch, 1867)[1] - Australia, Tasmania
- Celaenia hectori (O. P.-Cambridge, 1879) - Nuova Zelanda
- Celaenia olivacea (Urquhart, 1885) - Nuova Zelanda
- Celaenia penna (Urquhart, 1887) - Nuova Zelanda
- Celaenia tuberosa (Urquhart, 1889) - Nuova Zelanda
- Celaenia tumidosa (Urquhart, 1891) - Tasmania
- Celaenia voraginosa (Urquhart, 1891) - Tasmania

## Cercidia

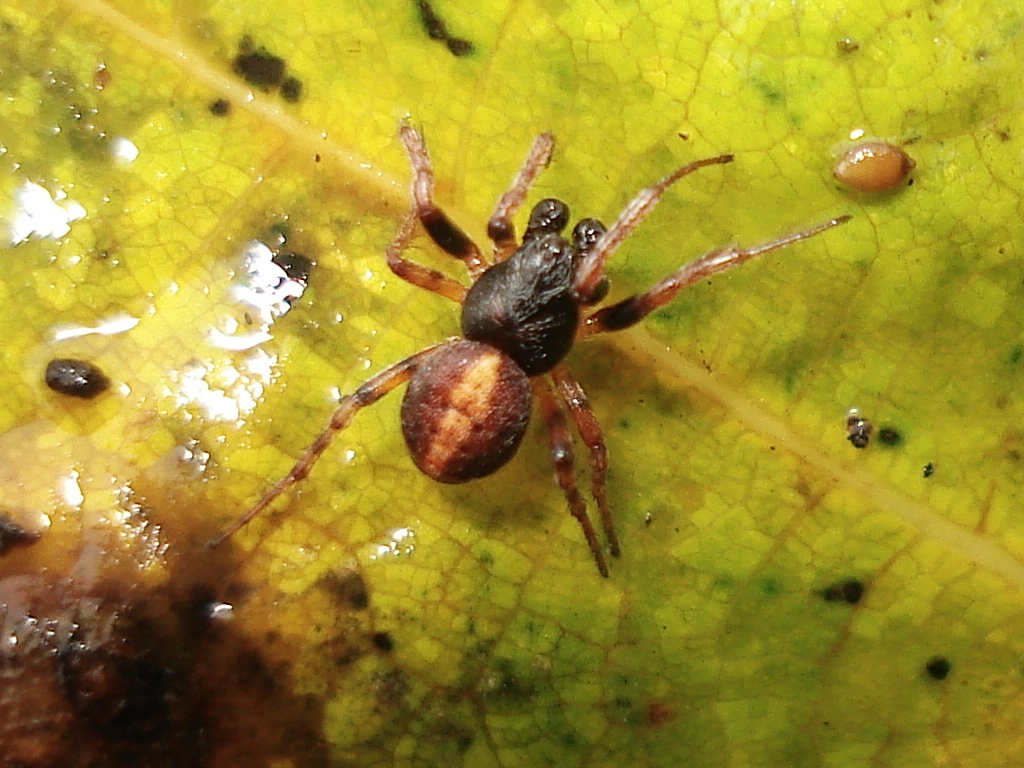
Cercidia prominens

Cercidia Thorell, 1869
- Cercidia levii Marusik, 1985 — Kazakistan
- Cercidia prominens (Westring, 1851)[1] — Regione olartica
- Cercidia punctigera Simon, 1889 — India

## Chaetacis
Chaetacis Simon, 1895
- Chaetacis abrahami Mello-Leitao, 1948 — dalla Colombia al Brasile
- Chaetacis aureola (C. L. Koch, 1836) — dal Suriname al Paraguay
- Chaetacis carimagua Levi, 1985 — Colombia, Venezuela
- Chaetacis cornuta (Taczanowski, 1873) — dalla Colombia al Brasile
- Chaetacis cucharas Levi, 1985 — Perù
- Chaetacis incisa (Walckenaer, 1842) — Brasile
- Chaetacis necopinata (Chickering, 1960) — Perù
- Chaetacis osa Levi, 1985 — Costa Rica
- Chaetacis picta (C. L. Koch, 1836) — dalla Guyana al Paraguay
- Chaetacis woytkowskii Levi, 1985 — Perù

## Chorizopes
Chorizopes O. P.-Cambridge, 1870
1. Chorizopes anjanes Tikader, 1965 — India
2. Chorizopes antongilensis Emerit, 1997 — Madagascar
3. Chorizopes bengalensis Tikader, 1975 — India, Cina
4. Chorizopes calciope (Simon, 1895) — India
5. Chorizopes congener O. P.-Cambridge, 1885 — India
6. Chorizopes dicavus Yin et al., 1990 — Cina
7. Chorizopes frontalis O. P.-Cambridge, 1870[1] — dallo Sri Lanka a Sumatra
8. Chorizopes goosus Yin et al., 1990 — Cina
9. Chorizopes kastoni Gajbe & Gajbe, 2004 — India
10. Chorizopes khandaricus Gajbe, 2005 — India
11. Chorizopes khanjanes Tikader, 1965 — India, Cina
12. Chorizopes khedaensis Reddy & Patel, 1993 — India
13. Chorizopes madagascariensis Emerit, 1997 — Madagascar
14. Chorizopes mucronatus Simon, 1895 — Sri Lanka
15. Chorizopes nipponicus Yaginuma, 1963 — Cina, Corea, Giappone
16. Chorizopes orientalis Simon, 1909 — Vietnam
17. Chorizopes pateli Reddy & Patel, 1993 — India
18. Chorizopes shimenensis Yin & Peng, 1994 — Cina
19. Chorizopes stoliczkae O. P.-Cambridge, 1885 — India
20. Chorizopes tikaderi Sadana & Kaur, 1974 — India
21. Chorizopes trimamillatus Schenkel, 1963 — Cina
22. Chorizopes tumens Yin et al., 1990 — Cina
23. Chorizopes wulingensis Yin, Wang & Xie, 1994 — Cina
24. Chorizopes zepherus Zhu & Song, 1994 — Cina

## Cladomelea

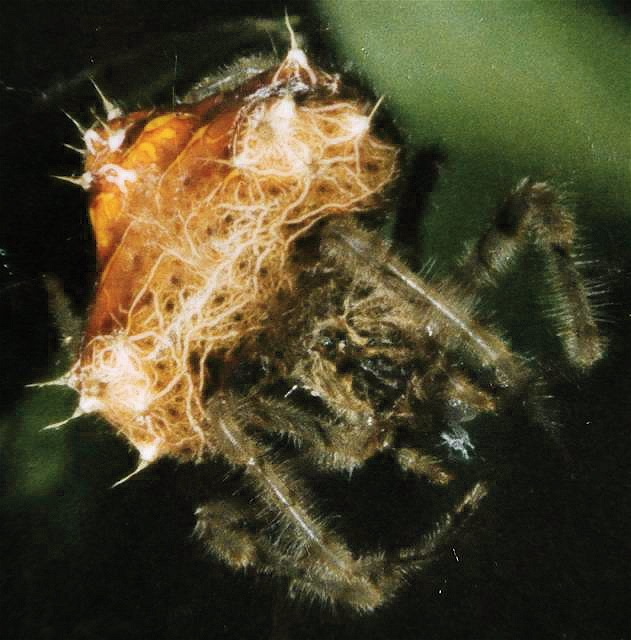
Cladomelea debeeri

Cladomelea Simon, 1895
- Cladomelea akermani Hewitt, 1923 - Sudafrica
- Cladomelea debeeri Roff & Dippenaar-Schoeman, 2004 - Sudafrica
- Cladomelea longipes (O. P.-Cambridge, 1877)[1] - Congo
- Cladomelea ornata Hirst, 1907 - Africa centrale

## Cnodalia
Cnodalia Thorell, 1890
- Cnodalia ampliabdominis (Song, Zhang & Zhu, 2006) — Cina
- Cnodalia flavescens Mi, Peng & Yin, 2010 — Cina
- Cnodalia harpax Thorell, 1890[1] — Sumatra, Giappone
- Cnodalia quadrituberculata Mi, Peng & Yin, 2010 — Cina

## Coelossia
Coelossia Simon, 1895
- Coelossia aciculata Simon, 1895 — Sierra Leone
- Coelossia trituberculata Simon, 1903 — Mauritius, Madagascar

## Colaranea
Colaranea Court & Forster, 1988
- Colaranea brunnea Court & Forster, 1988 — Nuova Zelanda

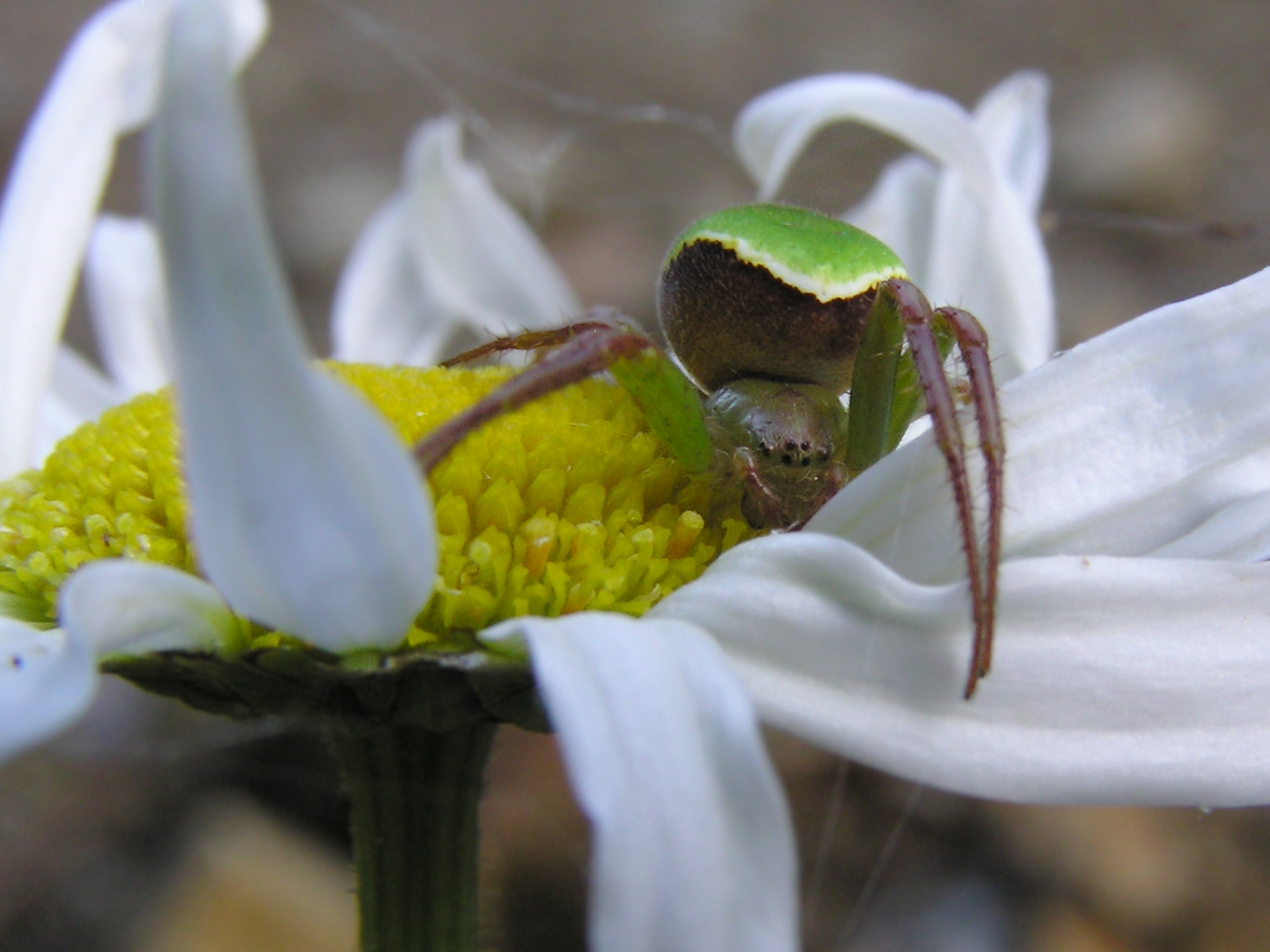
C. viriditas

- Colaranea melanoviridis Court & Forster, 1988 — Nuova Zelanda
- Colaranea verutum (Urquhart, 1887) — Nuova Zelanda
- Colaranea viriditas (Urquhart, 1887)[1] — Nuova Zelanda

## Collina
Collina Urquhart, 1891
- Collina glabicira Urquhart, 1891[1] — Tasmania

## Colphepeira
Colphepeira Archer, 1941
- Colphepeira catawba (Banks, 1911)[1] — USA, Messico

## Cryptaranea
Cryptaranea Court & Forster, 1988
- Cryptaranea albolineata (Urquhart, 1893) — Nuova Zelanda
- Cryptaranea atrihastula (Urquhart, 1891) — Nuova Zelanda
- Cryptaranea invisibilis (Urquhart, 1892)[1] — Nuova Zelanda
- Cryptaranea stewartensis Court & Forster, 1988 — Nuova Zelanda
- Cryptaranea subalpina Court & Forster, 1988 — Nuova Zelanda
- Cryptaranea subcompta (Urquhart, 1887) — Nuova Zelanda
- Cryptaranea venustula (Urquhart, 1891) — Nuova Zelanda

## Cyclosa
Cyclosa Menge, 1866
1. Cyclosa alayoni Levi, 1999 - Cuba, Portorico
2. Cyclosa alba Tanikawa, 1992 - Giappone

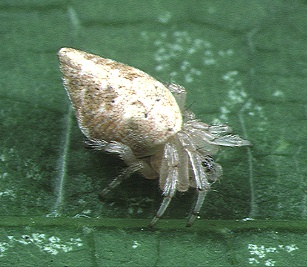
Cyclosa alba, femmina

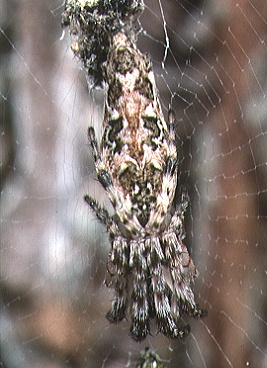
Cyclosa angusta, femmina

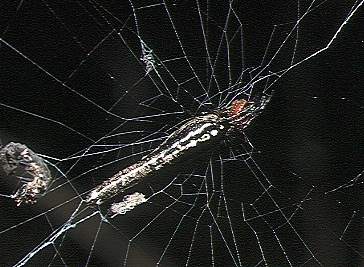
Cyclosa bifida

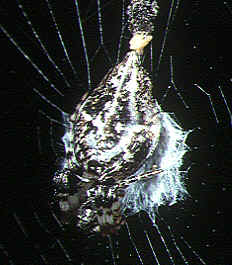
Cyclosa confusa, femmina

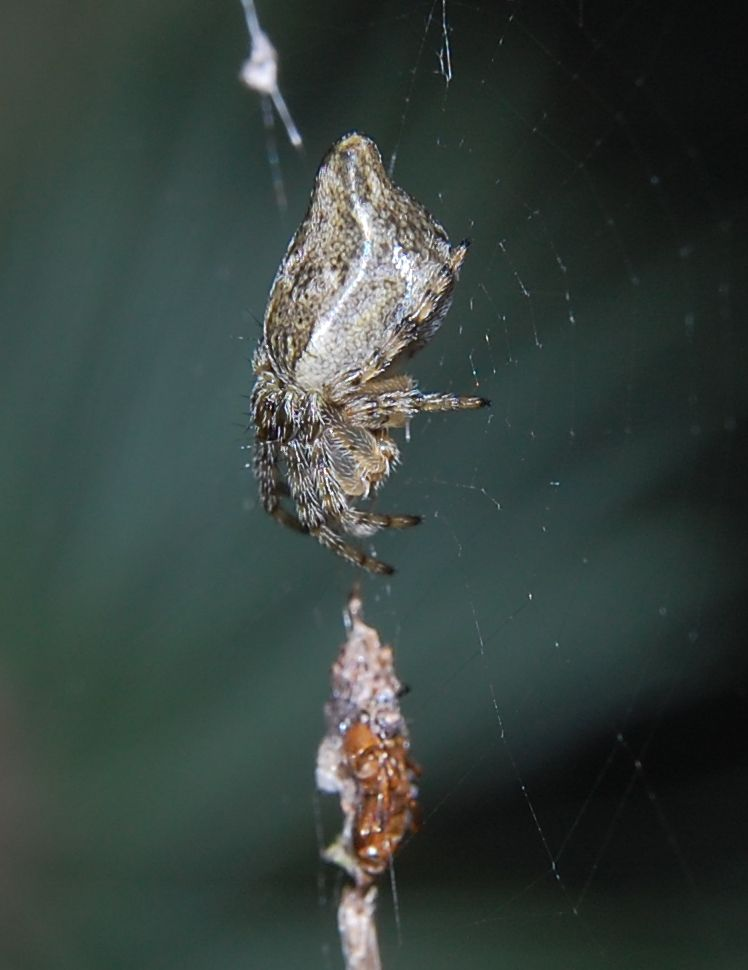
Cyclosa conica

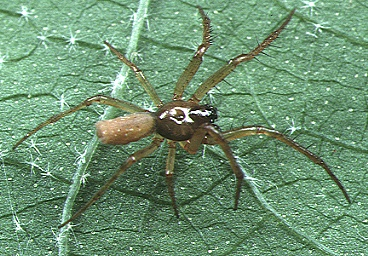
Cyclosa ginnaga, maschio

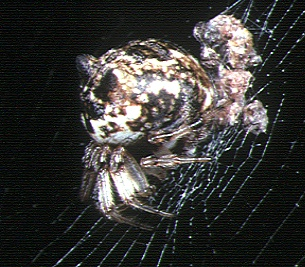
Cyclosa mulmeinensis, femmina

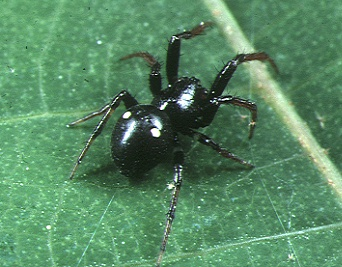
Cyclosa mulmeinensis, maschio

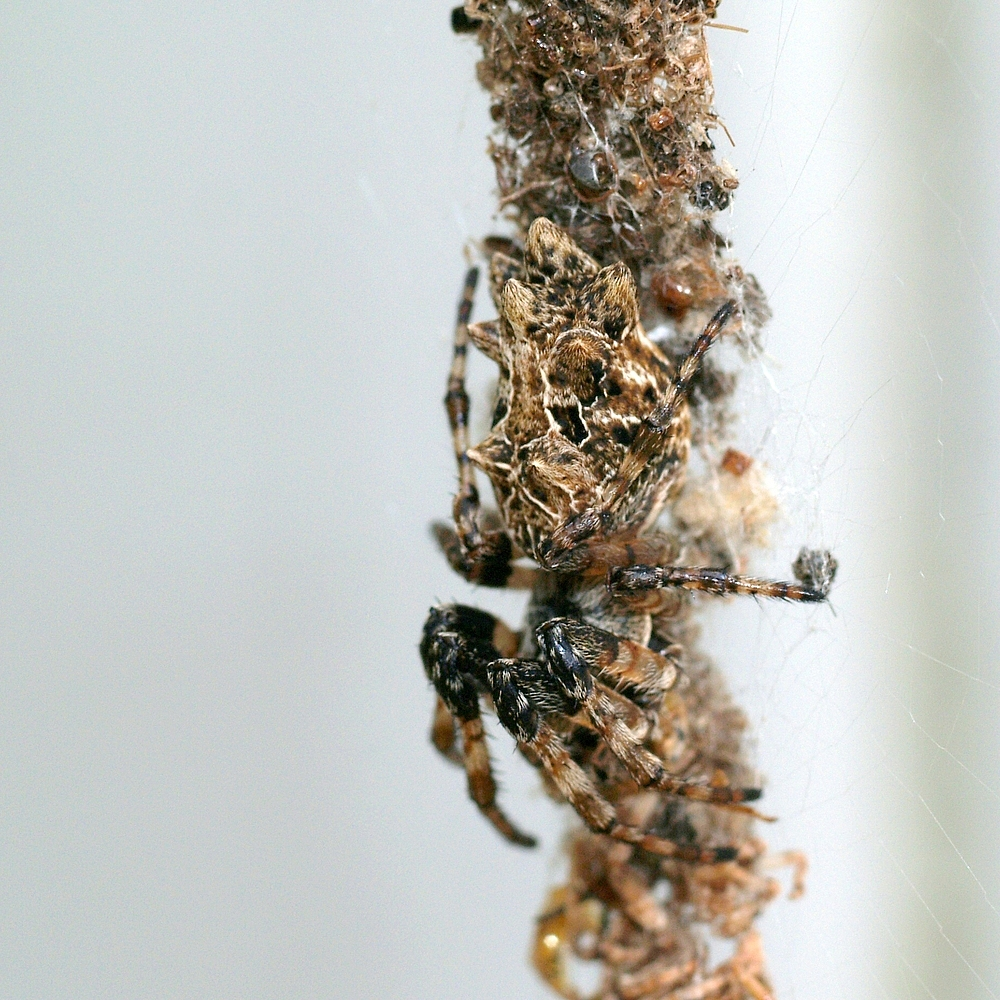
Cyclosa octotuberculata

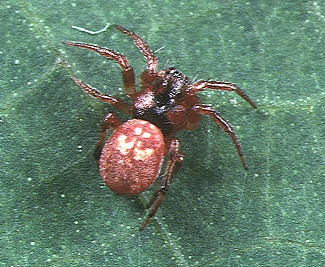
Cyclosa sachikoae, maschio

3. Cyclosa albisternis Simon, 1887 - India, isole Andamane, Hawaii
4. Cyclosa albopunctata Kulczynski, 1901 - Africa, Nuova Guinea, Nuova Caledonia
5. Cyclosa algerica Simon, 1885 - area del Mediterraneo
6. Cyclosa andinas Levi, 1999 - Colombia, Ecuador
7. Cyclosa angusta Tanikawa, 1992 - Giappone
8. Cyclosa argentata Tanikawa & Ono, 1993 - Taiwan
9. Cyclosa argenteoalba Bösenberg & Strand, 1906 - Russia, Cina, Corea, Taiwan, Giappone
10. Cyclosa atrata Bösenberg & Strand, 1906 - Russia, Cina, Corea, Giappone
11. Cyclosa baakea Barrion & Litsinger, 1995 - Filippine
12. Cyclosa bacilliformis Simon, 1908 - Australia occidentale
13. Cyclosa baloghi Kolosvàry, 1934 - Ungheria
14. Cyclosa banawensis Barrion & Litsinger, 1995 - Filippine
15. Cyclosa berlandi Levi, 1999 - USA, dall'isola di Hispaniola all'Ecuador
16. Cyclosa bianchoria Yin et al., 1990 - Cina
17. Cyclosa bifida (Doleschall, 1859) - dall'India alle Filippine, Nuova Guinea
18. Cyclosa bifurcata (Walckenaer, 1842) - Costa Rica, dall'isola di Hispaniola all'Argentina
19. Cyclosa bihamata Zhang, Zhang & Zhu, 2010 - Cina
20. Cyclosa bituberculata Biswas & Raychaudhuri, 1998 - Bangladesh
21. Cyclosa bulleri (Thorell, 1881) - Nuova Guinea
22. Cyclosa cajamarca Levi, 1999 - Perù
23. Cyclosa caligata (Thorell, 1890) - Sumatra
24. Cyclosa camargoi Levi, 1999 - Brasile
25. Cyclosa camelodes (Thorell, 1878) - isole Seychelles, Nuova Guinea
26. Cyclosa caroli (Hentz, 1850) - USA, dalle Indie occidentali alla Bolivia
27. Cyclosa centrifaciens Hingston, 1927 - Myanmar
28. Cyclosa centrodes (Thorell, 1887) - dall'India a Singapore
29. Cyclosa cephalodina Song & Liu, 1996 - Cina
30. Cyclosa chichawatniensis Mukhtar & Mushtaq, 2005 - Pakistan
31. Cyclosa circumlucens Simon, 1907 - Guinea Bissau, isola di São Tomé
32. Cyclosa concolor Caporiacco, 1933 - Libia
33. Cyclosa confraga (Thorell, 1892) - India, dal Bangladesh alla Malesia
34. Cyclosa confusa Bösenberg & Strand, 1906 - Cina, Corea, Taiwan, Giappone
35. Cyclosa conica Pallas, 1772[1] - regione olartica
  - Cyclosa conica albifoliata Strand, 1907 - Francia
  - Cyclosa conica defoliata Strand, 1907 - Europa centrale
  - Cyclosa conica dimidiata Simon, 1929 - Francia
  - Cyclosa conica leucomelas Strand, 1907 - Europa centrale
  - Cyclosa conica pyrenaica Strand, 1907 - Francia
  - Cyclosa conica zamezai Franganillo, 1909 - Portogallo
36. Cyclosa conigera F. O. P.-Cambridge, 1906 - dal Messico all'Honduras
37. Cyclosa coylei Levi, 1999 - Messico, Guatemala
38. Cyclosa cucurbitoria Yin et al., 1990 - Cina
39. Cyclosa cucurbitula Simon, 1900 - Hawaii
40. Cyclosa curiraba Levi, 1999 - Bolivia
41. Cyclosa cylindrata Yin, Zhu & Wang, 1995 - Cina
42. Cyclosa cylindrifaciens Hingston, 1927 - Myanmar
43. Cyclosa damingensis Xie, Yin & Kim, 1995 - Cina
44. Cyclosa deserticola Levi, 1998 - Egitto, Israele
45. Cyclosa dianasilvae Levi, 1999 - Ecuador, Perù
46. Cyclosa diversa O. P.-Cambridge, 1894 - Messico, da Cuba all'Argentina
47. Cyclosa dives Simon, 1877 - Cina, Filippine
48. Cyclosa donking Levi, 1999 - Bolivia
49. Cyclosa dosbukolea Barrion & Litsinger, 1995 - Filippine
50. Cyclosa durango Levi, 1999 - Messico
51. Cyclosa elongata Biswas & Raychaudhuri, 1998 - Bangladesh
52. Cyclosa espumoso Levi, 1999 - Brasile
53. Cyclosa fililineata Hingston, 1932 - da Panama all'Argentina
54. Cyclosa formosa Karsch, 1879 - Africa occidentale
55. Cyclosa formosana Tanikawa & Ono, 1993 - Taiwan
56. Cyclosa fuliginata (C. L. Koch, 1871) - Australia (Nuovo Galles del Sud, Victoria)
57. Cyclosa ginnaga Yaginuma, 1959 - Cina, Corea, Taiwan, Giappone
58. Cyclosa gossypiata Keswani, 2013 - India
59. Cyclosa groppalii Pesarini, 1998 - isole Baleari
60. Cyclosa gulinensis Xie, Yin & Kim, 1995 - Cina
61. Cyclosa haiti Levi, 1999 - isola di Hispaniola, Giamaica, isola Mona
62. Cyclosa hamulata Tanikawa, 1992 - Russia, Giappone
63. Cyclosa hexatuberculata Tikader, 1982 - India, Pakistan
64. Cyclosa hova Strand, 1907 - Madagascar
65. Cyclosa huila Levi, 1999 - Colombia
66. Cyclosa imias Levi, 1999 - Cuba
67. Cyclosa inca Levi, 1999 - dalla Colombia all'Argentina
68. Cyclosa informis Yin, Zhu & Wang, 1995 - Cina
69. Cyclosa insulana (O. G. Costa, 1834) - dal Mediterraneo alle Filippine, Australia
70. Cyclosa ipilea Barrion & Litsinger, 1995 - Filippine
71. Cyclosa jalapa Levi, 1999 - Messico
72. Cyclosa japonica Bösenberg & Strand, 1906 - Russia, Cina, Corea, Taiwan, Giappone
73. Cyclosa jose Levi, 1999 - Costa Rica
74. Cyclosa kashmirica Caporiacco, 1934 - Karakorum
75. Cyclosa kibonotensis Tullgren, 1910 - Africa centrale e orientale, isole Seychelles
76. Cyclosa koi Tanikawa & Ono, 1993 - Taiwan
77. Cyclosa krusa Barrion & Litsinger, 1995 - Pakistan, Filippine
78. Cyclosa kumadai Tanikawa, 1992 - Russia Corea, Giappone
79. Cyclosa laticauda Bösenberg & Strand, 1906 - Cina, Corea, Taiwan, Giappone
80. Cyclosa lawrencei Caporiacco, 1949 - Kenya
81. Cyclosa libertad Levi, 1999 - Ecuador, Perù
82. Cyclosa litoralis (L. Koch, 1867) - isole Samoa, isole Figi, Tahiti
83. Cyclosa longicauda (Taczanowski, 1878) - dalla Colombia all'Argentina
84. Cyclosa machadinho Levi, 1999 - Brasile, Argentina
85. Cyclosa maderiana Kulczynski, 1899 - Madeira, isole Canarie
86. Cyclosa maritima Tanikawa, 1992 - Giappone
87. Cyclosa mavaca Levi, 1999 - Colombia, Venezuela
88. Cyclosa meruensis Tullgren, 1910 - Africa orientale
89. Cyclosa micula (Thorell, 1892) - India, Singapore
90. Cyclosa minora Yin, Zhu & Wang, 1995 - Cina
91. Cyclosa mocoa Levi, 1999 - Colombia
92. Cyclosa mohini Dyal, 1935 - Pakistan
93. Cyclosa monteverde Levi, 1999 - Costa Rica, Panama
94. Cyclosa monticola Bösenberg & Strand, 1906 - Russia, Cina, Corea, Taiwan, Giappone
95. Cyclosa moonduensis Tikader, 1963 - India
96. Cyclosa morretes Levi, 1999 - Brasile
97. Cyclosa mulmeinensis (Thorell, 1887) - dall'Africa al Giappone, Filippine
98. Cyclosa neilensis Tikader, 1977 - isole Andamane
99. Cyclosa nevada Levi, 1999 - Colombia
100. Cyclosa nigra Yin et al., 1990 - Cina
101. Cyclosa nodosa (O. P.-Cambridge, 1889) - dal Guatemala alla Costa Rica
102. Cyclosa norihisai Tanikawa, 1992 - Cina, Giappone
103. Cyclosa oatesi (Thorell, 1892) - isole Andamane
104. Cyclosa octotuberculata Karsch, 1879 - Cina, Corea, Taiwan, Giappone
105. Cyclosa oculata (Walckenaer, 1802) - regione paleartica
106. Cyclosa ojeda Levi, 1999 - isola di Curaçao (Venezuela)
107. Cyclosa okumae Tanikawa, 1992 - Russia, Corea, Giappone
108. Cyclosa olivenca Levi, 1999 - Brasile
109. Cyclosa olorina Simon, 1900 - isole Hawaii
110. Cyclosa omonaga Tanikawa, 1992 - Corea, Taiwan, Giappone
111. Cyclosa onoi Tanikawa, 1992 - Cina, Giappone
112. Cyclosa oseret Levi, 1999 - Brasile
113. Cyclosa otsomarka Barrion & Litsinger, 1995 - Filippine
114. Cyclosa pantanal Levi, 1999 - Brasile
115. Cyclosa parangmulmeinensis Barrion & Litsinger, 1995 - Filippine
116. Cyclosa parangtarugoa Barrion & Litsinger, 1995 - Filippine
117. Cyclosa paupercula Simon, 1893 - Borneo
118. Cyclosa pedropalo Levi, 1999 - Colombia
119. Cyclosa pellaxoides Roewer, 1955 - Singapore
120. Cyclosa pentatuberculata Yin, Zhu & Wang, 1995 - Cina
121. Cyclosa perkinsi Simon, 1900 - Hawaii
122. Cyclosa picchu Levi, 1999 - Perù
123. Cyclosa pichilinque Levi, 1999 - Messico
124. Cyclosa pseudoculata Schenkel, 1936 - Cina
125. Cyclosa psylla (Thorell, 1887) - Myanmar, Giappone
126. Cyclosa punctata Keyserling, 1879 - Brasile
127. Cyclosa punjabiensis Ghafoor & Beg, 2002 - Pakistan
128. Cyclosa purnai Keswani, 2013 - India
129. Cyclosa pusilla Simon, 1880 - Nuova Caledonia
130. Cyclosa quinqueguttata (Thorell, 1881) - India, Bhutan, Myanmar, Cina, Taiwan
131. Cyclosa reniformis Zhu, Lian & Chen, 2006 - Cina
132. Cyclosa rhombocephala (Thorell, 1881) - Queensland
133. Cyclosa rubronigra Caporiacco, 1947 - dalla Costa Rica al Brasile
134. Cyclosa sachikoae Tanikawa, 1992 - Giappone
135. Cyclosa saismarka Barrion & Litsinger, 1995 - Pakistan, Filippine
136. Cyclosa sanctibenedicti (Vinson, 1863) - isola di Réunion
137. Cyclosa santafe Levi, 1999 - Colombia
138. Cyclosa sedeculata Karsch, 1879 - Cina, Corea, Giappone
139. Cyclosa senticauda Zhu & Wang, 1994 - Cina
140. Cyclosa serena Levi, 1999 - Cile, Argentina
141. Cyclosa seriata (Thorell, 1881) - Giava
142. Cyclosa shinoharai Tanikawa & Ono, 1993 - Taiwan
143. Cyclosa sierrae Simon, 1870 - dall'Europa alla Georgia
144. Cyclosa simoni Tikader, 1982 - India
145. Cyclosa simplicicauda Simon, 1900 - Hawaii
  - Cyclosa simplicicauda rufescens Simon, 1900 - Hawaii
146. Cyclosa spirifera Simon, 1889 - India, Pakistan
147. Cyclosa strandi Kolosvàry, 1934 - regione balcanica
148. Cyclosa tamanaco Levi, 1999 - Trinidad
149. Cyclosa tapetifaciens Hingston, 1932 - da Panama all'Argentina
150. Cyclosa tardipes (Thorell, 1895) - Myanmar
  - Cyclosa tardipes ignava (Thorell, 1895) - Myanmar
151. Cyclosa tauraai Berland, 1933 - isole Marchesi
152. Cyclosa teresa Levi, 1999 - Brasile
153. Cyclosa tricolor (Leardi, 1902) - Filippine
154. Cyclosa trilobata (Urquhart, 1885) - Australia, Tasmania, Nuova Zelanda
155. Cyclosa tripartita Tullgren, 1910 - Africa orientale
156. Cyclosa triquetra Simon, 1895 - Messico, dalle Indie occidentali al Perù
157. Cyclosa tropica Biswas & Raychaudhuri, 1998 - Bangladesh
158. Cyclosa tuberascens Simon, 1906 - India
159. Cyclosa turbinata (Walckenaer, 1842) - dagli USA a Panama, Indie occidentali, isole Galápagos, Hawaii
160. Cyclosa turvo Levi, 1999 - Brasile
161. Cyclosa vallata Keyserling, 1886 - Corea, Taiwan, dal Giappone all'Australia
162. Cyclosa vicente Levi, 1999 - Colombia, Brasile, Argentina
163. Cyclosa vieirae Levi, 1999 - Perù, Brasile
164. Cyclosa walckenaeri O. P.-Cambridge, 1889 - dagli USA alla Guyana, Indie occidentali
165. Cyclosa woyangchuan Zhang, Zhang & Zhu, 2010 - Cina
166. Cyclosa xanthomelas Simon, 1900 - Hawaii
167. Cyclosa yaginumai Biswas & Raychaudhuri, 1998 - Bangladesh
168. Cyclosa zhangmuensis Hu & Li, 1997 - Cina

## Cyphalonotus
Cyphalonotus Simon, 1895
- Cyphalonotus assuliformis Simon, 1909 - Vietnam
- Cyphalonotus benoiti Archer, 1965 - Congo
- Cyphalonotus columnifer Simon, 1903 - Madagascar
- Cyphalonotus elongatus Yin, Peng & Wang, 1994 - Cina
- Cyphalonotus larvatus (Simon, 1881)[1] - Congo, Africa orientale, Socotra
- Cyphalonotus sumatranus Simon, 1899 - Sumatra

## Cyrtarachne
Cyrtarachne Thorell, 1868

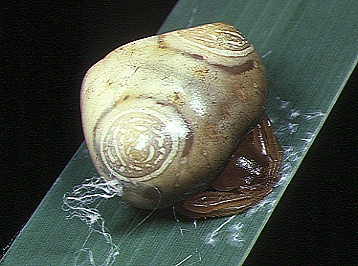
Cyrtarachne inaequalis, femmina

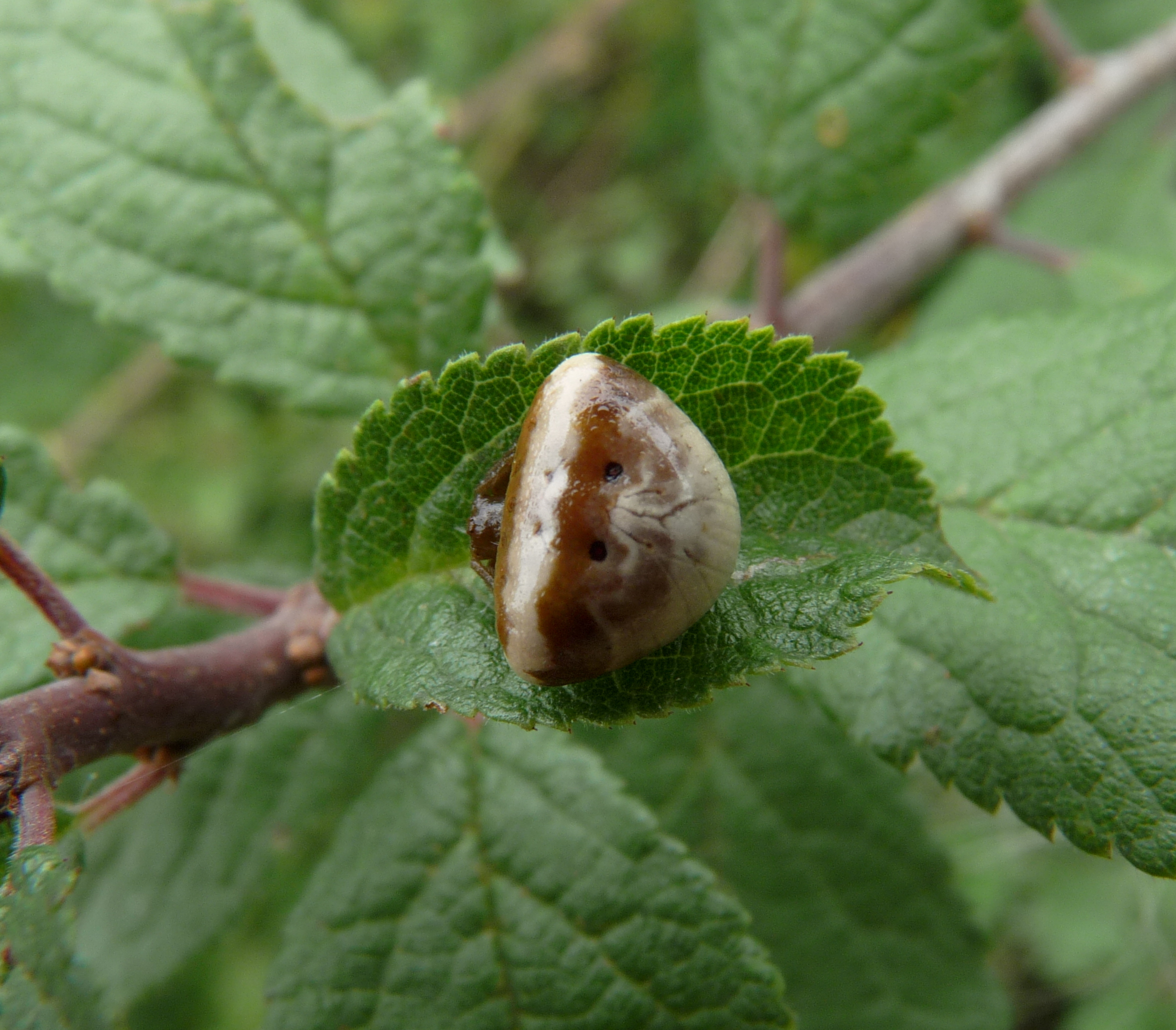
Cyrtarachne ixoides, femmina

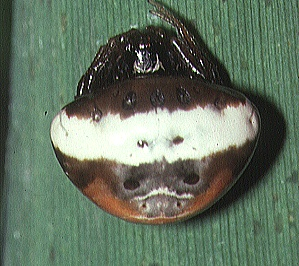
Cyrtarachne nagasakiensis, femmina

1. Cyrtarachne avimerdaria Tikader, 1963 — India
2. Cyrtarachne bengalensis Tikader, 1961 — India, Cina
3. Cyrtarachne bicolor Thorell, 1898 — Birmania
4. Cyrtarachne bigibbosa Simon, 1907 — São Tomé, Isola di Bioko (Golfo di Guinea)
5. Cyrtarachne bilunulata Thorell, 1899 — Camerun
6. Cyrtarachne biswamoyi Tikader, 1961 — India
7. Cyrtarachne bufo (Bösenberg & Strand, 1906) — Cina, Corea, Giappone
8. Cyrtarachne cingulata Thorell, 1895 — Birmania
9. Cyrtarachne conica O. P.-Cambridge, 1901 — Malesia
10. Cyrtarachne dimidiata Thorell, 1895 — Birmania
11. Cyrtarachne fangchengensis Yin & Zhao, 1994 — Cina
12. Cyrtarachne finniganae Lessert, 1936 — Mozambico
13. Cyrtarachne flavopicta Thorell, 1899 — Camerun, Guinea Equatoriale
14. Cyrtarachne friederici Strand, 1911 — Nuova Guinea
15. Cyrtarachne gibbifera Simon, 1899 — Sumatra
16. Cyrtarachne gilva Yin & Zhao, 1994 — Cina
17. Cyrtarachne gravelyi Tikader, 1961 — India
18. Cyrtarachne grubei (Keyserling, 1864)[1] — Mauritius
19. Cyrtarachne guttigera Simon, 1909 — Vietnam
20. Cyrtarachne heminaria Simon, 1909 — Vietnam
21. Cyrtarachne histrionica Thorell, 1898 — Birmania
22. Cyrtarachne hubeiensis Yin & Zhao, 1994 — Cina
23. Cyrtarachne ignava Thorell, 1895 — Birmania
24. Cyrtarachne inaequalis Thorell, 1895 — dall'India al Giappone
25. Cyrtarachne invenusta Thorell, 1891 — Isole Nicobare
26. Cyrtarachne ixoides (Simon, 1870) — dal Mediterraneo alla Georgia, Madagascar
27. Cyrtarachne keralensis Jose, 2011 — India (Kerala)
28. Cyrtarachne lactea Pocock, 1898 — Africa orientale
29. Cyrtarachne laevis Thorell, 1877 — Sumatra, Flores, Celebes
30. Cyrtarachne latifrons Hogg, 1900 — Victoria (Australia)
  - Cyrtarachne latifrons atuberculata Hogg, 1900 — Victoria (Australia)
31. Cyrtarachne lepida Thorell, 1890 — Sumatra
32. Cyrtarachne madagascariensis Emerit, 2000 — Madagascar
33. Cyrtarachne melanoleuca Ono, 1995 — Thailandia
34. Cyrtarachne melanosticta Thorell, 1895 — Birmania
35. Cyrtarachne menghaiensis Yin, Peng & Wang, 1994 — Cina
36. Cyrtarachne nagasakiensis Strand, 1918 — Cina, Corea, Giappone
37. Cyrtarachne nodosa Thorell, 1899 — Camerun, Isola di Bioko (Golfo di Guinea), Yemen
38. Cyrtarachne pallida O. P.-Cambridge, 1885 — Yarkand (Cina occidentale)
39. Cyrtarachne perspicillata (Doleschall, 1859) — Sri Lanka, Sumatra, Giava, Nuova Guinea
  - Cyrtarachne perspicillata possoica Merian, 1911 — Celebes
40. Cyrtarachne promilai Tikader, 1963 — India
41. Cyrtarachne raniceps Pocock, 1900 — India, Sri Lanka
42. Cyrtarachne rubicunda L. Koch, 1871 — Nuovo Galles del Sud
43. Cyrtarachne schmidi Tikader, 1963 — India
44. Cyrtarachne sinicola Strand, 1942 — Cina
45. Cyrtarachne sundari Tikader, 1963 — India
46. Cyrtarachne szetschuanensis Schenkel, 1963 — Cina
47. Cyrtarachne termitophila Lawrence, 1952 — Congo
48. Cyrtarachne tricolor (Doleschall, 1859) — dalle Molucche all'Australia
  - Cyrtarachne tricolor aruana Strand, 1911 — Isole Aru (Molucche)
49. Cyrtarachne tuladepilachna Barrion & Litsinger, 1995 — Filippine
50. Cyrtarachne xanthopyga Kulczyński, 1911 — Nuova Guinea
51. Cyrtarachne yunoharuensis Strand, 1918 — Cina, Corea, Giappone

## Cyrtobill
Cyrtobill Framenau & Scharff, 2009
- Cyrtobill darwini Framenau & Scharff, 2009[1] — Australia occidentale, Nuovo Galles del Sud, Queensland

## Cyrtophora
Cyrtophora Simon, 1864
1. Cyrtophora admiralia Strand, 1913 — Isole dell'Ammiragliato

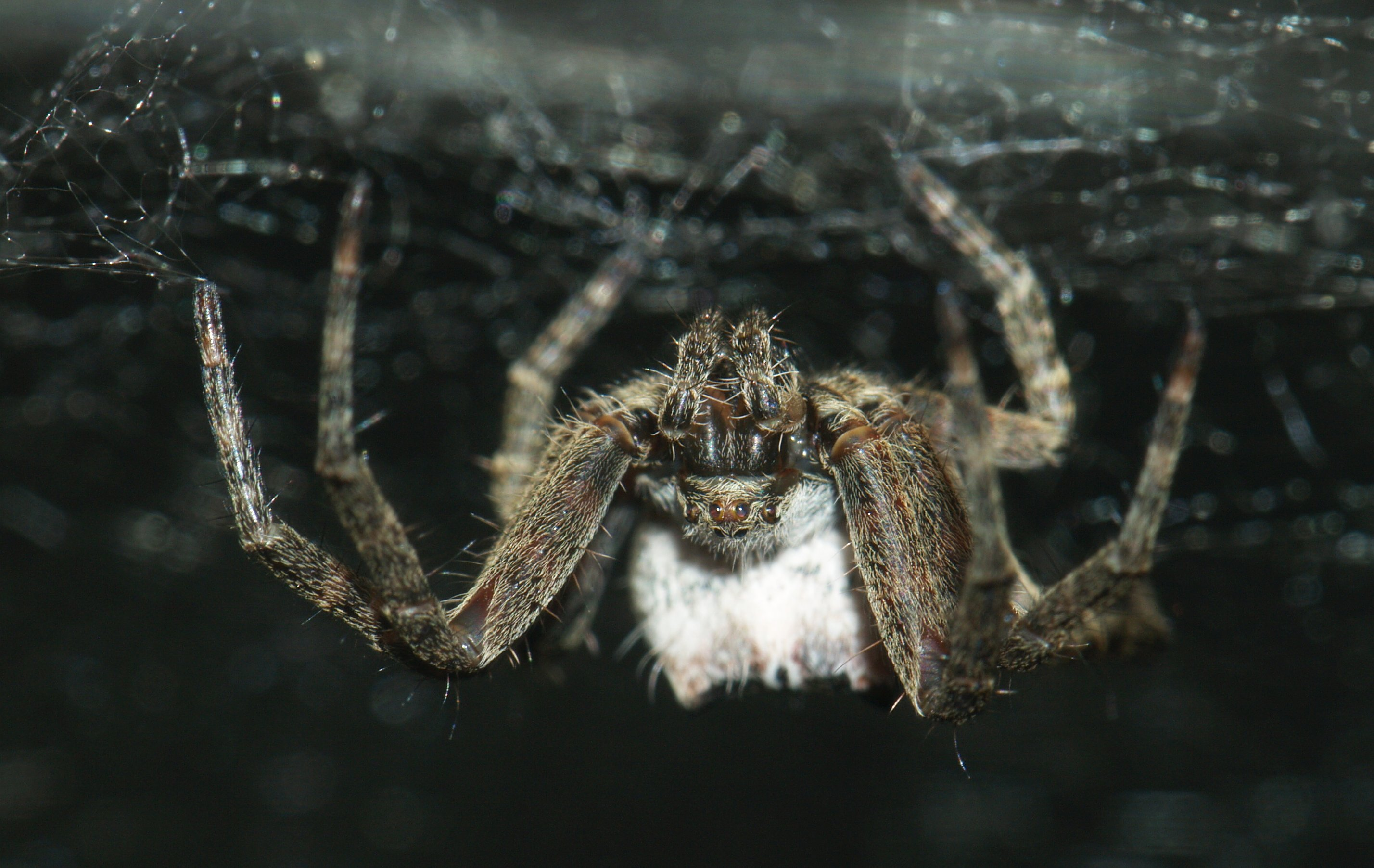
Cyrtophora citricola

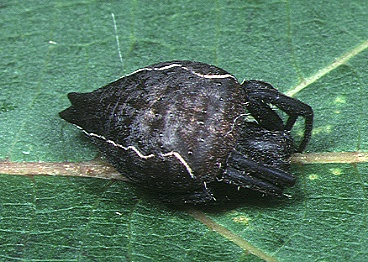
Cyrtophora exanthematica, femmina

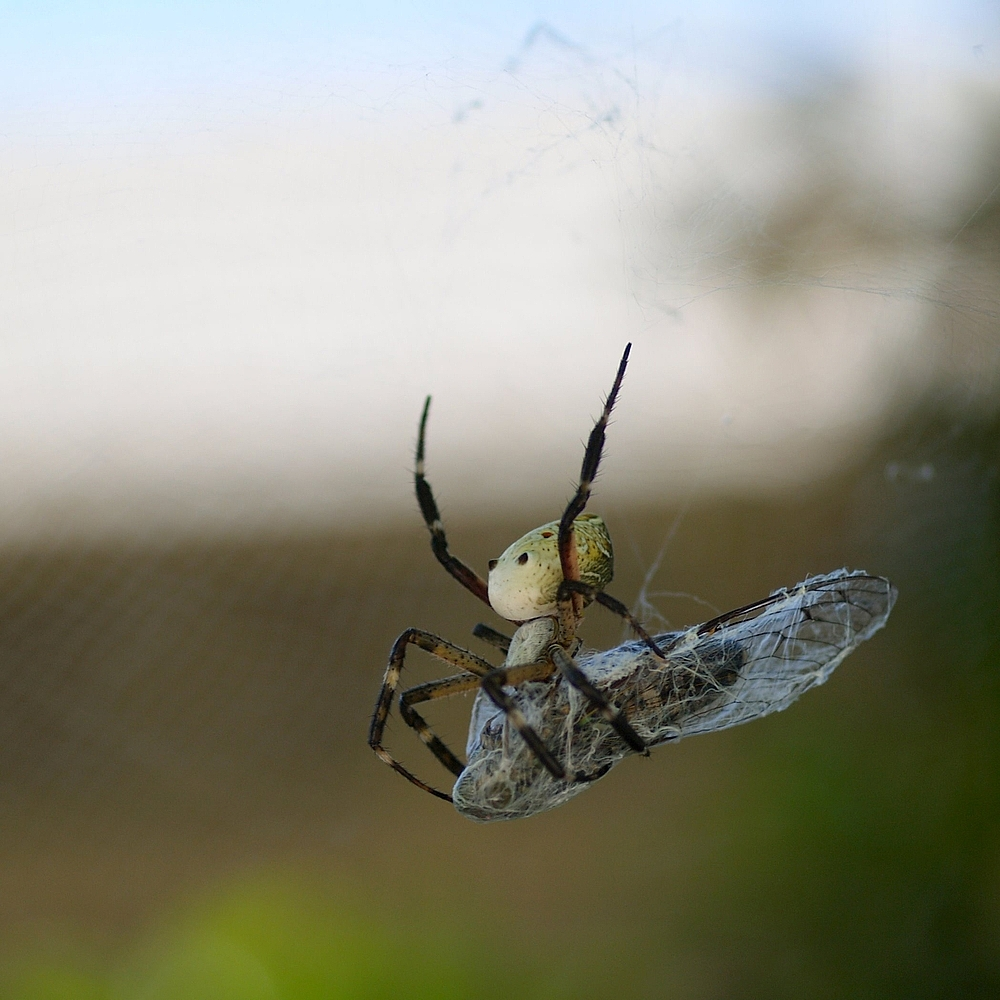
Cyrtophora moluccensis, femmina

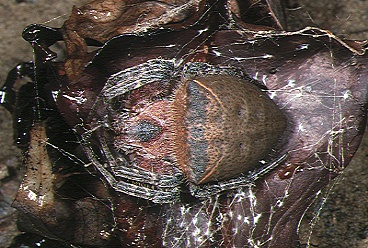
Cyrtophora unicolor, femmina

2. Cyrtophora beccarii (Thorell, 1878) — dalla Malesia alla Nuova Guinea
3. Cyrtophora bicauda (Saito, 1933) — Taiwan
4. Cyrtophora bidenta Tikader, 1970 — India
5. Cyrtophora bimaculata Han, Zhang & Zhu, 2010 — Cina
6. Cyrtophora caudata Bösenberg & Lenz, 1895 — Africa orientale
7. Cyrtophora cephalotes Simon, 1877 — Filippine
8. Cyrtophora cicatrosa (Stoliczka, 1869) — dal Pakistan alla Nuova Guinea
9. Cyrtophora citricola (Forsskål, 1775)[1] — Europa, Hispaniola, Colombia
  - Cyrtophora citricola abessinensis Strand, 1906 — Etiopia
  - Cyrtophora citricola lurida Karsch, 1879 — Africa occidentale
  - Cyrtophora citricola minahassae Merian, 1911 — Celebes
10. Cyrtophora cordiformis (L. Koch, 1871) — Nuova Guinea, Queensland (Australia), Isola Lord Howe (Australia)
11. Cyrtophora crassipes (Rainbow, 1897) — Nuovo Galles del Sud
12. Cyrtophora cylindroides (Walckenaer, 1842) — dalla Cina all Australia
  - Cyrtophora cylindroides scalaris Strand, 1915 — Nuova Britannia (Arcipelago di Bismarck)
13. Cyrtophora diazoma (Thorell, 1890) — Sumatra
14. Cyrtophora doriae (Thorell, 1881) — Nuova Guinea, Arcipelago delle Bismarck
15. Cyrtophora eczematica (Thorell, 1892) — Malesia, Giava, Celebes, Nuova Guinea
16. Cyrtophora exanthematica (Doleschall, 1859) — dalla Birmania alle Filippine, Nuova Guinea
17. Cyrtophora feai (Thorell, 1887) — dall'India alla Birmania
18. Cyrtophora forbesi (Thorell, 1890) — Sumatra
19. Cyrtophora gazellae (Karsch, 1878) — Nuova Britannia
20. Cyrtophora gemmosa Thorell, 1899 — Camerun
21. Cyrtophora guangxiensis Yin et al., 1990 — Cina
22. Cyrtophora hainanensis Yin et al., 1990 — Cina
23. Cyrtophora hirta L. Koch, 1872 — Queensland (Australia)
24. Cyrtophora ikomosanensis (Bösenberg & Strand, 1906) — Taiwan, Giappone
25. Cyrtophora jabalpurensis Gajbe & Gajbe, 1999 — India
26. Cyrtophora koronadalensis Barrion & Litsinger, 1995 — Filippine
27. Cyrtophora ksudra Sherriffs, 1928 — India
28. Cyrtophora lacunaris Yin et al., 1990 — Cina
29. Cyrtophora lahirii Biswas & Raychaudhuri, 2004 — Bangladesh
30. Cyrtophora larinioides Simon, 1895 — Camerun
31. Cyrtophora leucopicta (Urquhart, 1890) — Isole Figi
32. Cyrtophora limbata (Thorell, 1898) — Birmania
33. Cyrtophora lineata Kulczyński, 1910 — Isole Salomone, Arcipelago delle Bismarck
34. Cyrtophora moluccensis (Doleschall, 1857) — dall'India al Giappone, Australia
  - Cyrtophora moluccensis albidinota Strand, 1911 — Isole Caroline, Palau, Isole Yap
  - Cyrtophora moluccensis bukae Strand, 1911 — Isole Salomone
  - Cyrtophora moluccensis cupidinea Thorell, 1875 — Nuova Caledonia
  - Cyrtophora moluccensis margaritacea (Doleschall, 1859) — Giava
  - Cyrtophora moluccensis rubicundinota Strand, 1911 — Isole Keule, nei pressi della Nuova Guinea
35. Cyrtophora monulfi Chrysanthus, 1960 — Nuova Guinea
36. Cyrtophora nareshi Biswas & Raychaudhuri, 2004 — Bangladesh
37. Cyrtophora parangexanthematica Barrion & Litsinger, 1995 — Filippine
38. Cyrtophora parnasia L. Koch, 1872 — Australia, Tasmania
39. Cyrtophora petersi Karsch, 1878 — Mozambico
40. Cyrtophora rainbowi (Roewer, 1955) — Mozambico
41. Cyrtophora subacalypha (Simon, 1882) — Aden (Golfo Persico)
42. Cyrtophora trigona (L. Koch, 1871) — Queensland, Nuova Guinea
43. Cyrtophora unicolor (Doleschall, 1857) — dallo Sri Lanka alle Filippine, Australia

## Deione
Deione Thorell, 1898
- Deione lingulata Han, Zhu & Levi, 2009 - Cina
- Deione ovata Mi, Peng e Yin, 2010 - Cina
- Deione renaria Mi, Peng e Yin, 2010 - Cina
- Deione thoracica Thorell, 1898[1] - Birmania

## Deliochus
Deliochus Simon, 1894
- Deliochus pulcher Rainbow, 1916 — Queensland
  - Deliochus pulcher melanius Rainbow, 1916 — Queensland
- Deliochus zelivira (Keyserling, 1887)[1] — Australia, Tasmania

## Demadiana
Demadiana Strand, 1929
- Demadiana carrai Framenau, Scharff & Harvey, 2010 — Nuovo Galles del Sud
- Demadiana cerula (Simon, 1908) — Australia occidentale
- Demadiana complicata Framenau, Scharff & Harvey, 2010 — Queensland
- Demadiana diabolus Framenau, Scharff & Harvey, 2010 — Australia meridionale, Tasmania
- Demadiana milledgei Framenau, Scharff & Harvey, 2010 — Nuovo Galles del Sud, Victoria
- Demadiana simplex (Karsch, 1878)[1] — Australia meridionale

## Dolophones
Dolophones Walckenaer, 1837
- Dolophones bituberculata Lamb, 1911 - Queensland
- Dolophones clypeata (C. L. Koch, 1871) - isole Molucche, Australia
- Dolophones conifera (Keyserling, 1886) - Australia
- Dolophones elfordi Dunn & Dunn, 1946 - Victoria (Australia)
- Dolophones intricata Rainbow, 1915 - Australia meridionale
- Dolophones macleayi (Bradley, 1876) - Queensland
- Dolophones mammeata (Keyserling, 1886) - Australia
- Dolophones maxima Hogg, 1900 - Victoria (Australia)
- Dolophones nasalis (Butler, 1876) - Queensland
- Dolophones notacantha (Quoy & Gaimarg, 1824)[1] - Nuovo Galles del Sud
- Dolophones peltata (Keyserling, 1886) - Australia, isola di Lord Howe
- Dolophones pilosa (Keyserling, 1886) - Australia
- Dolophones simpla (Keyserling, 1886) - Nuovo Galles del Sud
- Dolophones testudinea (C. L. Koch, 1871) - Australia, Nuova Caledonia
- Dolophones thomisoides Rainbow, 1915 - Australia meridionale
- Dolophones tuberculata (Keyserling, 1886) - Nuovo Galles del Sud
- Dolophones turrigera (C. L. Koch, 1867) - Queensland, Nuovo Galles del Sud

## Dubiepeira
Dubiepeira Levi, 1991
- Dubiepeira amablemaria Levi, 1991 — Perù
- Dubiepeira amacayacu Levi, 1991 — Colombia, Perù, Brasile
- Dubiepeira dubitata (Soares & Camargo, 1948)[1] — dal Venezuela al Brasile
- Dubiepeira lamolina Levi, 1991 — Ecuador, Perù
- Dubiepeira neptunina (Mello-Leitão, 1948) — Colombia, Perù, Guyana

## Edricus
Edricus O. P.-Cambridge, 1890
- Edricus productus O. P.-Cambridge, 1896 - Messico
- Edricus spiniger O. P.-Cambridge, 1890[1] - da Panama all'Ecuador

## Enacrosoma
Enacrosoma Mello-Leitão, 1932
- Enacrosoma anomalum (Taczanowski, 1873)[1] — Colombia, dal Perù al Brasile, Guyana Francese
- Enacrosoma decemtuberculatum (O. P.-Cambridge, 1890) — Guatemala
- Enacrosoma frenca Levi, 1996 — dal Messico a Panama
- Enacrosoma javium Levi, 1996 — Costa Rica, Panama
- Enacrosoma multilobatum (Simon, 1897) — Perù
- Enacrosoma quizarra Levi, 1996 — Costa Rica

## Encyosaccus
Encyosaccus Simon, 1895
- Encyosaccus sexmaculatus Simon, 1895[1] — Colombia, Ecuador, Perù, Brasile

## Epeiroides
Epeiroides Keyserling, 1885
- Epeiroides bahiensis (Keyserling, 1885)[1] — dalla Costa Rica al Brasile

## Eriophora
Eriophora Simon, 1864
- Eriophora biapicata (L. Koch, 1871) - Australia
- Eriophora conica (Yin, Wang & Zhang, 1987) - Cina
- Eriophora edax (Blackwall, 1863) - dagli USA al Brasile

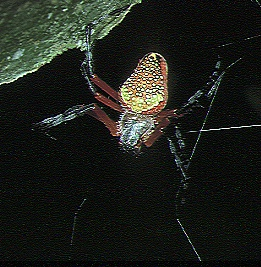
Eriophora nephiloides

- Eriophora flavicoma (Simon, 1880) - Nuova Caledonia, isole della Lealtà
- Eriophora fuliginea (C. L. Koch, 1838) - dall'Honduras al Brasile
- Eriophora nephiloides (O. P.-Cambridge, 1889) - dal Guatemala alla Guyana
- Eriophora neufvilleorum (Lessert, 1930) - Congo, Etiopia
- Eriophora pustulosa (Walckenaer, 1841) - Australia, Tasmania, Nuova Zelanda
- Eriophora ravilla (C. L. Koch, 1844)[1] - dagli USA al Brasile
- Eriophora transmarina (Keyserling, 1865) - Nuova Guinea, Australia, isole Samoa

## Eriovixia
Eriovixia Archer, 1951
- Eriovixia cavaleriei (Schenkel, 1963) - Cina
- Eriovixia enshiensis (Yin & Zhao, 1994) - Cina

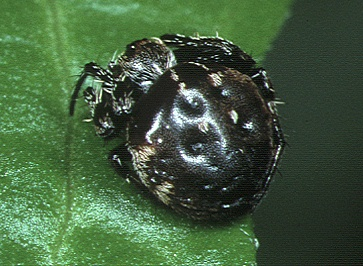
Eriovixia sakiedaorum, femmina

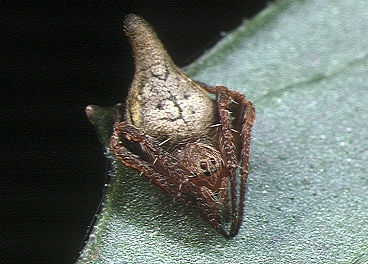
Eriovixia pseudocentrodes, femmina

- Eriovixia excelsa (Simon, 1889) - India, Pakistan, Cina, Taiwan, Filippine, Indonesia
- Eriovixia hainanensis (Yin et al., 1990) - Cina
- Eriovixia huwena Han & Zhu, 2010 - Cina
- Eriovixia jianfengensis Han & Zhu, 2010 - Cina
- Eriovixia laglaizei (Simon, 1877) - India, dalla Cina alle Filippine, Nuova Guinea
- Eriovixia mahabaeus (Barrion & Litsinger, 1995)[2] - Filippine
- Eriovixia menglunensis (Yin et al., 1990) - Cina
- Eriovixia napiformis (Thorell, 1899) - dal Camerun all'Africa orientale, Yemen
- Eriovixia nigrimaculata Han & Zhu, 2010 - Cina
- Eriovixia palawanensis (Barrion & Litsinger, 1995)[2] - India, Filippine
- Eriovixia patulisus (Barrion & Litsinger, 1995)[2] - Filippine
- Eriovixia poonaensis (Tikader & Bal, 1981) - India, Cina
- Eriovixia pseudocentrodes (Bösenberg & Strand, 1906) - Cina, Laos, Giappone
- Eriovixia rhinura (Pocock, 1899)[1] - Africa centrale e occidentale
- Eriovixia sakiedaorum (Tanikawa, 1999) - Hainan, Taiwan, Giappone
- Eriovixia sticta Mi, Peng & Yin, 2010 - Cina
- Eriovixia turbinata (Thorell, 1899) - Camerun, Congo
- Eriovixia yunnanensis (Yin et al., 1990) - Cina

## Eustacesia
Eustacesia Caporiacco, 1954
- Eustacesia albonotata Caporiacco, 1954[1] — Guyana francese

## Eustala
Eustala Simon, 1895
1. Eustala albicans Caporiacco, 1954 - Guyana francese
2. Eustala albiventer (Keyserling, 1884) - Brasile
3. Eustala anastera (Walckenaer, 1841)[1] - America settentrionale e centrale
4. Eustala andina Chamberlin, 1916 - Perù
5. Eustala bacelarae Caporiacco, 1955 - Venezuela
6. Eustala banksi Chickering, 1955 - Messico, Costa Rica
7. Eustala belissima Poeta, Marques & Buckup, 2010 - Brasile
8. Eustala bifida F. O. P.-Cambridge, 1904 - dagli USA a Panama
9. Eustala bisetosa Bryant, 1945 - Hispaniola
10. Eustala brevispina Gertsch & Davis, 1936 - USA, Messico
11. Eustala bucolica Chickering, 1955 - Panama
12. Eustala californiensis (Keyserling, 1885) - USA, Messico
13. Eustala cameronensis Gertsch & Davis, 1936 - USA
14. Eustala cazieri Levi, 1977 - USA, isole Bahama

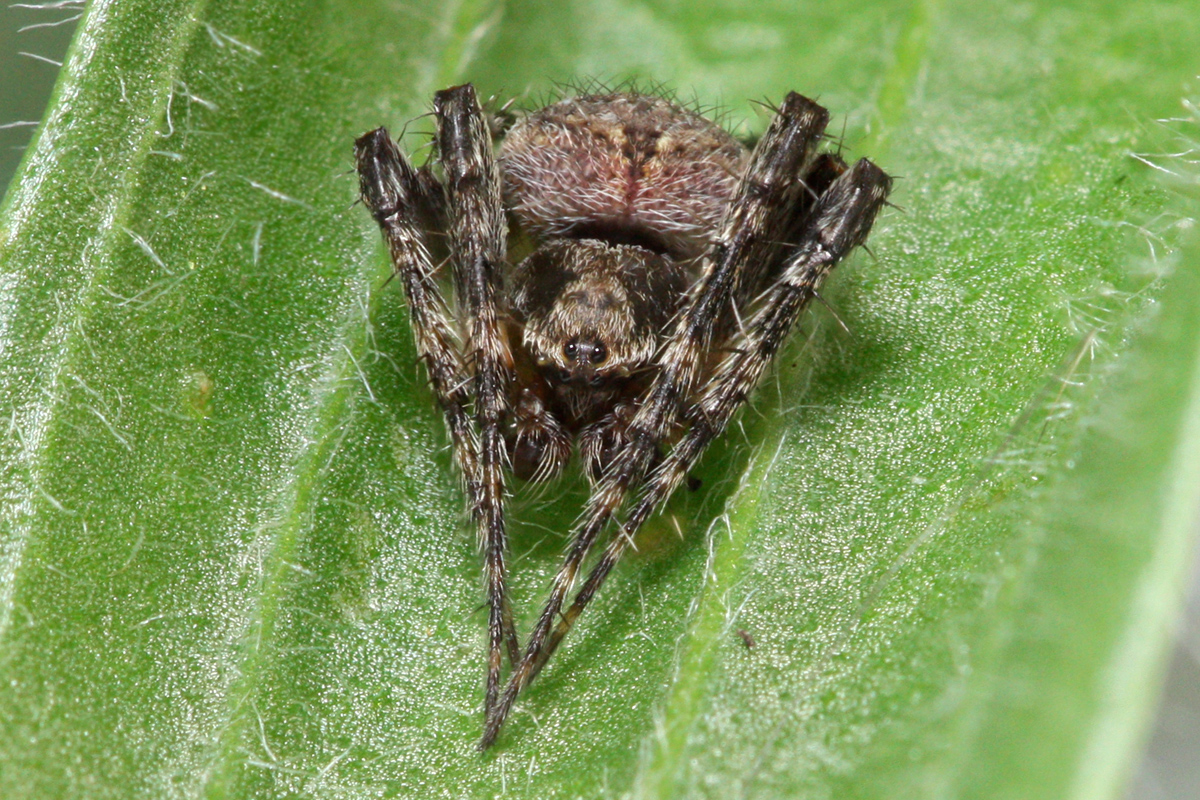
Eustala sp.

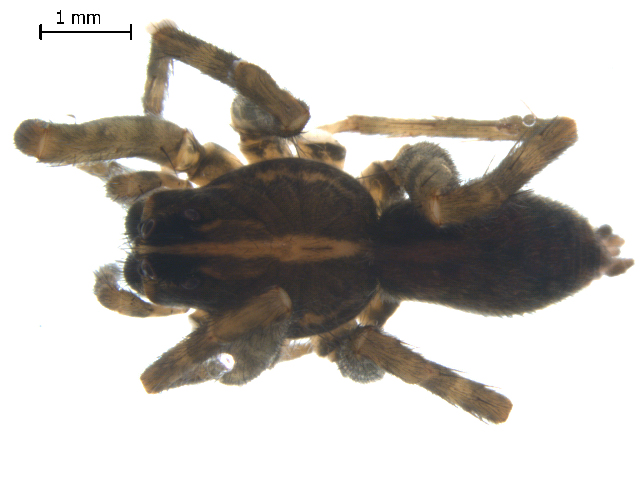
Eustala rosae

15. Eustala cepina (Walckenaer, 1842) - America settentrionale
16. Eustala clavispina (O. P.-Cambridge, 1889) - dagli USA ad El Salvador
17. Eustala conchlea (McCook, 1888) - USA, Messico
18. Eustala conformans Chamberlin, 1925 - Panama
19. Eustala crista Poeta, Marques & Buckup, 2010 - Brasile
20. Eustala delasmata Bryant, 1945 - Hispaniola
21. Eustala delecta Chickering, 1955 - Panama
22. Eustala devia (Gertsch & Mulaik, 1936) - dagli USA a Panama, Indie occidentali
23. Eustala eleuthera Levi, 1977 - USA, isole Bahama, Giamaica
24. Eustala emertoni (Banks, 1904) - USA, Messico
25. Eustala essequibensis (Hingston, 1932) - Guyana
26. Eustala exigua Chickering, 1955 - Panama
27. Eustala fragilis (O. P.-Cambridge, 1889) - Guatemala, Panama
28. Eustala fuscovittata (Keyserling, 1864) - Messico, da Cuba all'America meridionale
29. Eustala gonygaster (C. L. Koch, 1838) - Brasile, Guyana
30. Eustala guianensis (Taczanowski, 1873) - Perù, Guiana francese
31. Eustala guttata F. O. P.-Cambridge, 1904 - dal Messico al Brasile
32. Eustala histrio Mello-Leitão, 1948 - Panama, Guyana
33. Eustala illicita (O. P.-Cambridge, 1889) - dal Messico al Brasile
34. Eustala incostans Chickering, 1955 - Panama
35. Eustala ingenua Chickering, 1955 - da Guatemala a Panama
36. Eustala innoxia Chickering, 1955 - Panama
37. Eustala itapocuensis Strand, 1916 - Brasile
38. Eustala lata Chickering, 1955 - Panama
39. Eustala latebricola (O. P.-Cambridge, 1889) - da Guatemala a Panama
40. Eustala levii Poeta, Marques & Buckup, 2010 - Brasile
41. Eustala lunulifera Mello-Leitão, 1939 - Guiana francese, Guyana
42. Eustala maxima Chickering, 1955 - Panama
43. Eustala mimica Chickering, 1955 - Panama
44. Eustala minuscula (Keyserling, 1864) - Brasile
45. Eustala monticola Chamberlin, 1916 - Perù
46. Eustala montivaga Chickering, 1955 - Panama
47. Eustala mourei Mello-Leitão, 1947 - Brasile
48. Eustala mucronatella (Roewer, 1942) - Brasile
49. Eustala nasuta Mello-Leitão, 1939 - Panama, Guyana, Brasile
50. Eustala nigerrima Mello-Leitão, 1940 - Brasile
51. Eustala novemmamillata Mello-Leitão, 1941 - Argentina
52. Eustala oblonga Chickering, 1955 - Panama
53. Eustala pallida Mello-Leitão, 1940 - Brasile
54. Eustala palmares Poeta, Marques & Buckup, 2010 - Brasile, Uruguay
55. Eustala perdita Bryant, 1945 - Hispaniola
56. Eustala perfida Mello-Leitão, 1947 - Brasile
57. Eustala photographica Mello-Leitão, 1944 - Brasile, Uruguay, Argentina
58. Eustala redundans Chickering, 1955 - Panama
59. Eustala rosae Chamberlin & Ivie, 1935 - USA, Messico
60. Eustala rubroguttulata (Keyserling, 1879) - Perù
61. Eustala rustica Chickering, 1955 - Panama
62. Eustala saga (Keyserling, 1893) - Brasile, Uruguay
63. Eustala sagana (Keyserling, 1893) - Brasile
64. Eustala scitula Chickering, 1955 - dal Messico a Panama
65. Eustala scutigera (O. P.-Cambridge, 1898) - dal Messico a Panama
66. Eustala secta Mello-Leitão, 1945 - Brasile, Argentina
67. Eustala sedula Chickering, 1955 - Panama
68. Eustala semifoliata (O. P.-Cambridge, 1899) - America centrale
69. Eustala smaragdinea (Taczanowski, 1878) - Perù
70. Eustala tantula Chickering, 1955 - Panama
71. Eustala taquara (Keyserling, 1892) - Brasile, Uruguay, Argentina
72. Eustala tribrachiata Badcock, 1932 - Paraguay
73. Eustala tridentata (C. L. Koch, 1838) - Brasile, Guiana francese
74. Eustala trinitatis (Hogg, 1918) - Trinidad
75. Eustala tristis (Blackwall, 1862) - Brasile
76. Eustala ulecebrosa (Keyserling, 1892) - Brasile, Argentina
77. Eustala uncicurva Franganillo, 1936 - Cuba
78. Eustala unimaculata Franganillo, 1930 - Cuba
79. Eustala vegeta (Keyserling, 1865) - dal Messico al Brasile, Hispaniola
80. Eustala vellardi Mello-Leitão, 1924 - Brasile
81. Eustala viridipedata (Roewer, 1942) - Perù
82. Eustala wiedenmeyeri Schenkel, 1953 - Venezuela

## Exechocentrus
Exechocentrus Simon, 1889
- Exechocentrus lancearius Simon, 1889 — Madagascar

## Faradja
Faradja Grasshoff, 1970
- Faradja faradjensis (Lessert, 1930)[1] — Congo

## Friula
Friula O. P.-Cambridge, 1896
- Friula wallacei O. P.-Cambridge, 1896[1] — Borneo